# Chiesa della Pietà (Orosei)
La chiesa della Pietà è un edificio religioso situato ad Orosei, centro abitato della Sardegna centro-orientale.
È consacrata al culto cattolico e fa parte della parrocchia di San Giacomo Maggiore, diocesi di Nuoro.

## Galleria d'immagini

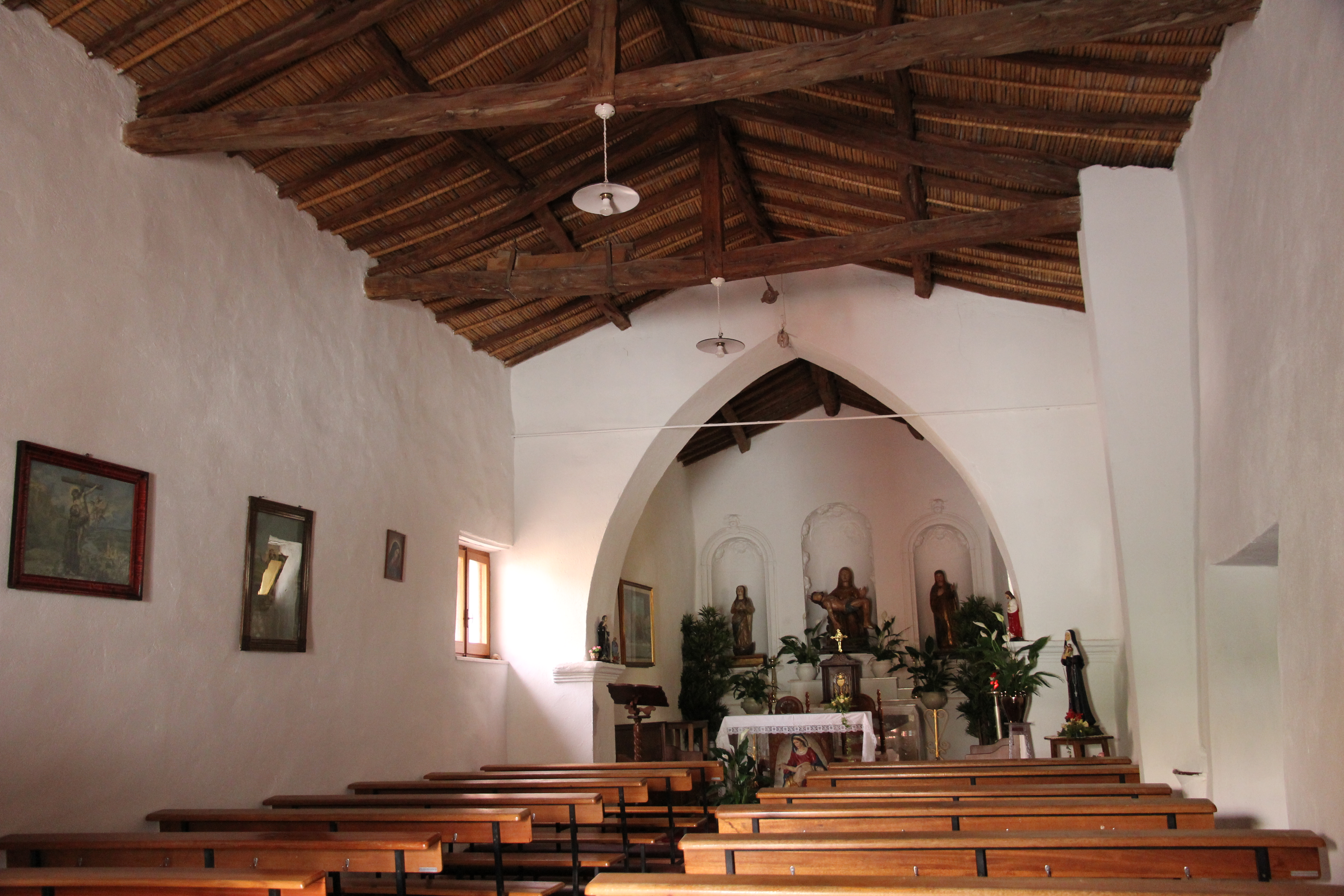
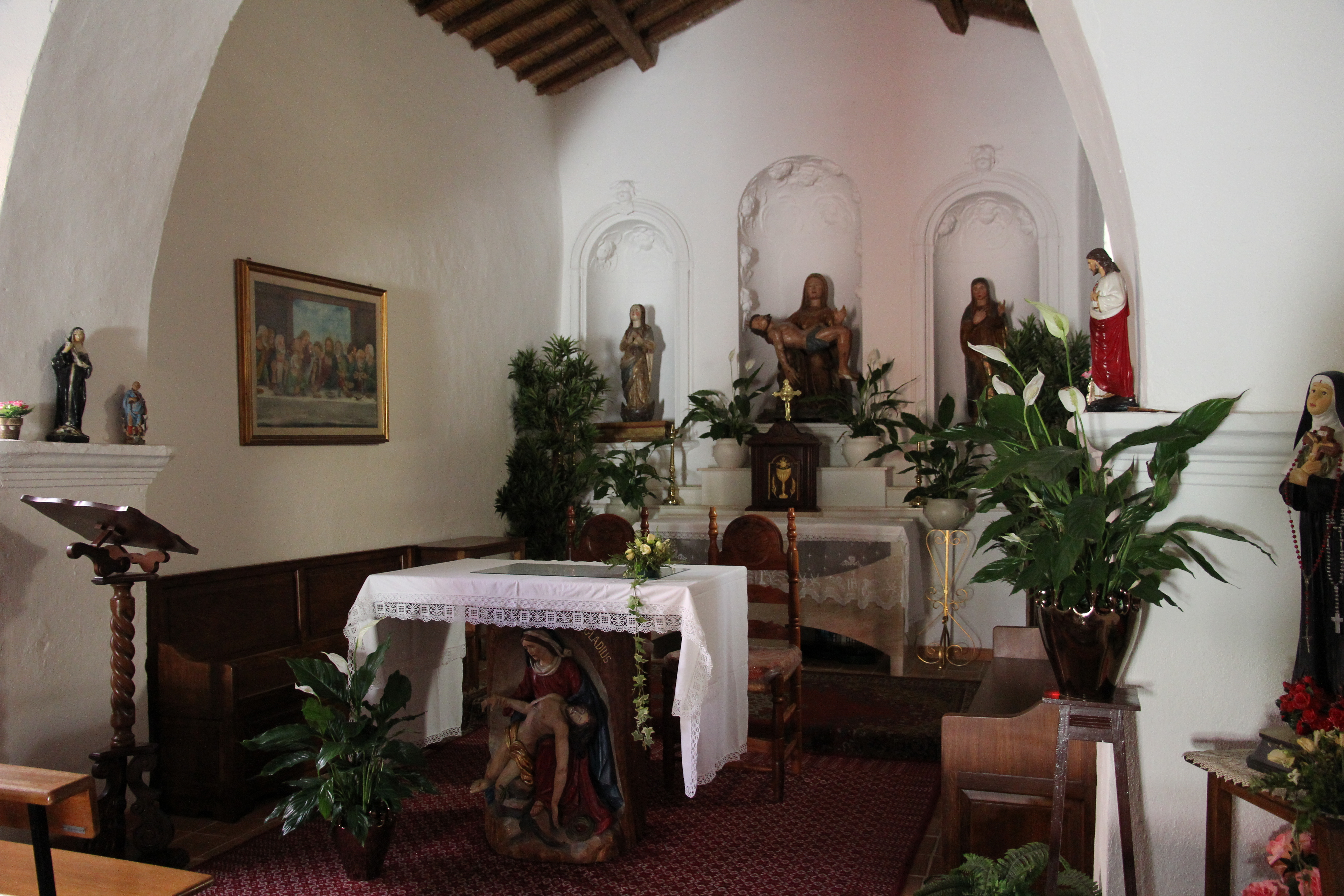
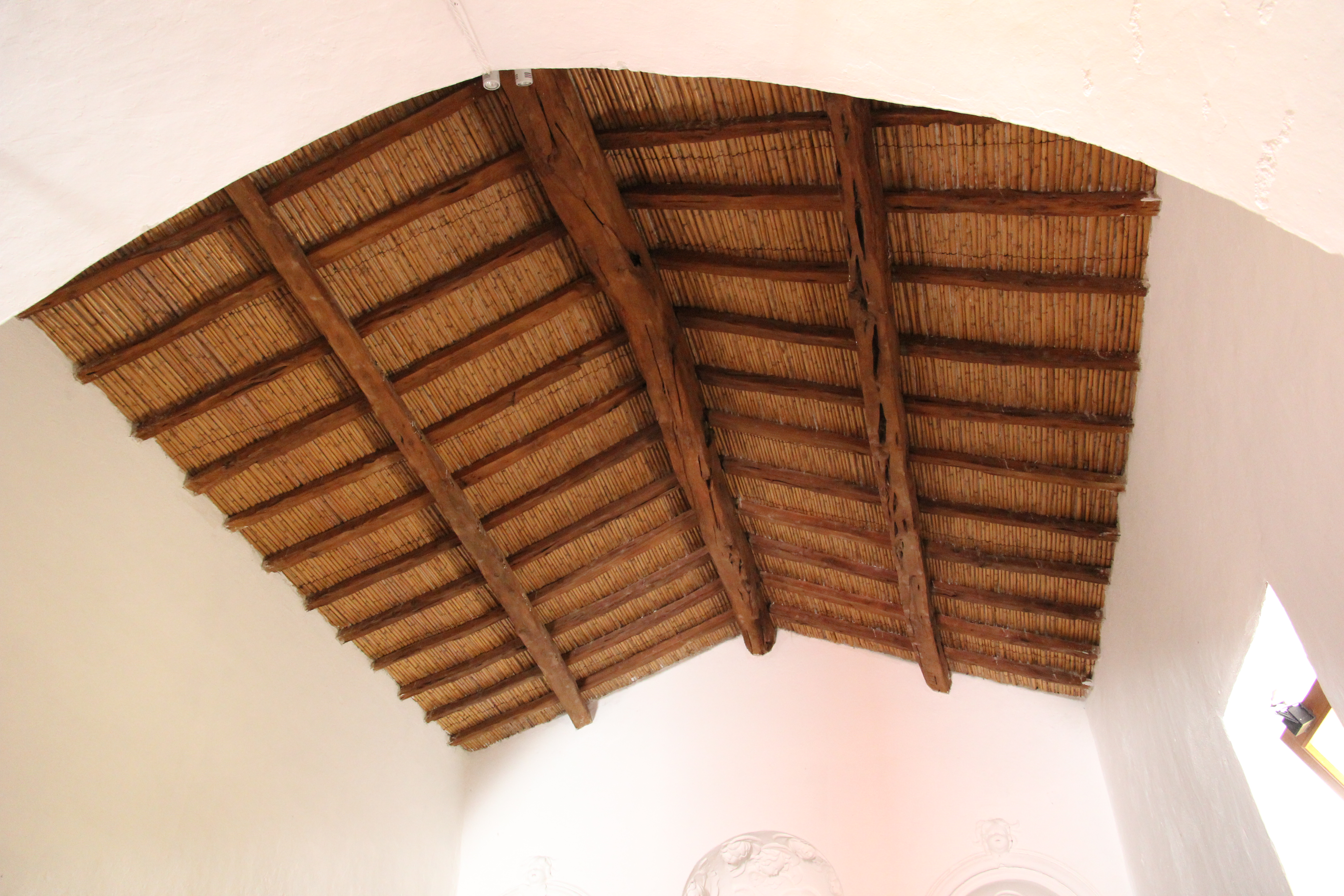